# Сири, Энцо
Энцо Даниэль Сири Каньо (исп. Enzo Daniel Siri Cagno; род. 9 марта 2002) — уругвайский футболист, защитник клуба «Данубио».

## Клубная карьера
Сири — воспитанник столичного клуба «Данубио». 16 июня 2021 года в матче против «Атенас» он дебютировал в уругвайской Сегунде. В начале 2022 года Энцо на правах аренды перешёл в «Серрито». 20 июня в матче против «Дефенсор Спортинг» он дебютировал в уругвайской Примере. По окончании аренды Сири вернулся в «Данубио».  

## Международная карьера
В 2019 году Сири в составе юношеской сборной Уругвая принял участие в юношеском чемпионате Южной Америки в Перу. На турнире он сыграл в матчах против команд Перу, Чили, Эквадора, Бразилии, Колумбии, Парагвая и дважды Аргентины. В поединке против парагвайцев Энцо забил гол.